# Сайър Рекърдс
Sire Records е американска звукозаписна компания, управлявана от Warner Music Group и разпространявана от Warner Bros. Records в САЩ и от WEA International извън Съединените щати.

## История на марката

### Начало
Марката е създадена през 1966 г. от Сиймор Стейн и Ричард Готърър под името Sire Productions. Първите релийзи на компанията са направени през 1968 г. и се разпространяват от London Records. В началото Sire се стремят да представят млади британски групи на американския пазар. Първите музиканти, с които започват да работят са Climax Blues Band, Barclay James Harvest и прото-пънкарите The Deviants. Марката е разпространявана от Polydor Records през 1970 и 1971 г., след това от Famous Music през 1972-1974 г. През това време Sire започват работа и с нови изпълнители като The Turtles, Дуейн Еди, Small Faces и Дел Шанън.

### Преминаване към Уорнър
В края на 1970-те години Sire се превръщат в независима звукозаписна марка и започват да подписват с музиканти от бързо разрастващия се тогава пънк рок като Рамоунс, The Dead Boys и Talking Heads. По-късно ABC Records, които са наследници на Famous Music са продадени на MCA Records, което довежда до придобиването на Sire от Warner Bros. Records през 1978 г. През 1980-те години Sire стават една от водещите звукозаписни марки след подписването на договори със световноизвестни изпълнители като Мадона, Ice-t, Депеш Мод, The Cure и др. През 1990-те години марката продължава успешните договори с нови изпълнители като Сийл, Кей Ди Ланг, Томи Пейдж и Ей Хаус.